# Psychopsis krameriana
Psychopsis krameriana es una especie fanerógama, con nombre común: orquídea mariposa.

## Hábitat
Nativa en los bosques húmedos de las provincias de Guayas, Los Ríos, Esmeraldas, Manabí, Chimborazo y El Oro del Ecuador, desde 0 a 800 m s. n. m.

## Características
Planta epifita con pseudobulbos aplastados, gruesos, unifoliares, con brácteas que recubren la base, la inflorescencia erecta se produce de la axila de las hojas; las flores solitarias salen en sucesión hacia el ápice, los pétalos dorsales y sépalos similares de color café, los sépalos laterales expandidos petaloides, color amarillo con manchas café – rojizo, labio amarillo con borde manchado café – rojizo.

## Floración
Florece durante todo el año. La vara floral nunca debe ser cortada, pues sus flores solitarias salen en sucesión permanentemente, llegando una vara floral a durar hasta más de un año.
- Datos: Q6090518
- Multimedia: Psychopsis krameriana / Q6090518
- Especies: Psychopsis krameriana